# Bayur Lor
Bayur Lor is een bestuurslaag in het regentschap Karawang van de provincie West-Java, Indonesië. Bayur Lor telt 2930 inwoners (volkstelling 2010).